# Roy Smith (Fußballspieler)
Roy Alexander Smith Lewis (* 19. April 1990 in Puerto Limón) ist ein costa-ricanischer Fußballspieler.

## Sportlicher Werdegang
Smith begann seine Laufbahn beim Brujas FC, mit dem er 2010 den nationalen Meistertitel gewann und in der Folge zum costa-ricanischen Nationalspieler avancierte. Im Oktober des Jahres debütierte er bei einer 0:2-Niederlage gegen Peru im Auswahltrikot. Nach der Auflösung des Klubs 2011 in Folge einer Geldwäscheanklage des Besitzers wechselte er zum Orión FC. 2012 ging er zum japanischen Zweitligisten Gainare Tottori, kehrte aber nach einer Spielzeit mit nur unregelmäßigen Einsatzzeiten nach Südamerika zurück und schloss sich dem Club The Strongest aus La Paz an. Zwar gewann er mit dem Klub den Meistertitel, auch hier blieb ihm jedoch ein dauerhafter Stammplatz verwehrt. Im Sommer 2013 folgte daher mit dem Wechsel zum CS Uruguay de Coronado die Rückkehr nach Costa Rica. Anschließend spielte er für Santos de Guápiles und CS Cartaginés in seinem Heimatland, ehe er 2016 nochmals ins Ausland ging. Mit CD Honduras Progreso erreichte er in der Spielzeit 2016/17 in der Liga Nacional de Honduras das Clausura-Endspiel, das gegen CD Motagua verloren ging. 2018 spielte er kurzzeitig für den Ligakonkurrenten CD Marathón, im folgenden Jahr kehrte er zu CD Honduras Progreso zurück. 
2020 wechselte Smith zum Limón FC zurück in die Liga de Fútbol de Primera División, nach dem Abstieg wechselte er im folgenden Jahr innerhalb der höchsten Spielklasse Costa Ricas zu AD Municipal Pérez Zeledón.